# Dạng thức (thiết kế)

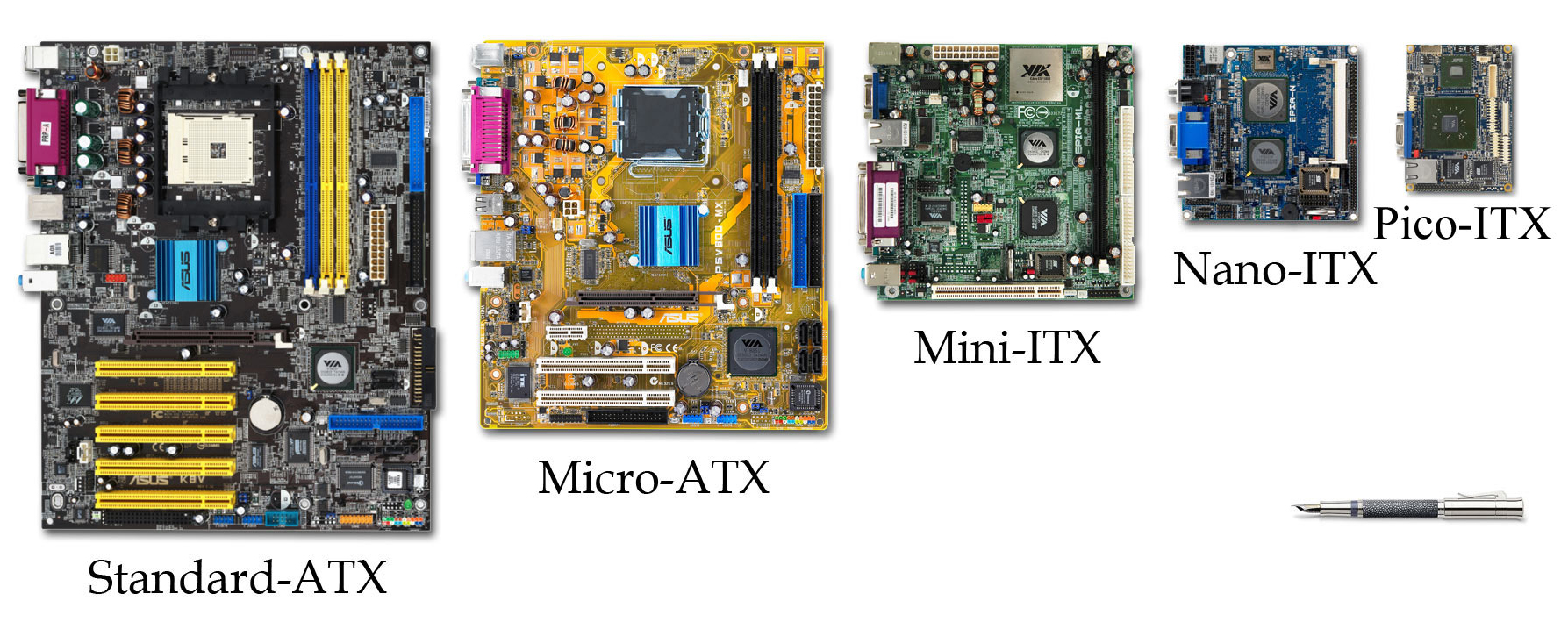
So sánh một số dạng thức bo mạch chủ phổ biến

Dạng thức hay yếu tố hình thức (tiếng Anh: form factor) là một khía cạnh của thiết kế phần cứng trong đó xác định và quy định về kích thước, hình dạng và vật lý khác thông số kỹ thuật của các thành phần, đặc biệt là trong thiết bị điện tử tiêu dùng và đóng gói điện tử. Một dạng thức có thể đại diện cho một nhóm rộng các thành phần có kích thước tương tự nhau, hoặc nó có thể quy định một tiêu chuẩn cụ thể.

## Sự tiến hóa và tiêu chuẩn hóa
Khi phần cứng điện tử đã trở nên nhỏ hơn theo định luật Moore và các mẫu liên quan, các dạng thức nhỏ hơn bao giờ cũng trở nên khả thi. Những tiến bộ công nghệ cụ thể, như PCI Express, đã có tác động đáng kể lên thiết kế, mặc dù các yếu tố hình thức trong lịch sử đã phát triển chậm hơn so với các thành phần riêng lẻ. Tiêu chuẩn hóa các yếu tố hình thức rất quan trọng cho khả năng tương thích của phần cứng từ các nhà sản xuất khác nhau.

## Sự đánh đổi
Các dạng thức nhỏ hơn có thể cung cấp việc sử dụng không gian hạn chế hiệu quả hơn, linh hoạt hơn trong việc bố trí các bộ phận trong một tổ hợp lớn hơn, giảm sử dụng vật liệu và dễ vận chuyển và sử dụng hơn. Tuy nhiên, các dạng thức nhỏ hơn thường phải chịu chi phí lớn hơn trong các giai đoạn thiết kế, sản xuất và bảo trì của vòng đời kỹ thuật và không cho phép các tùy chọn mở rộng giống như các dạng thức lớn hơn. Đặc biệt, việc thiết kế các máy tính có dạng thức nhỏ hơn và thiết bị mạng phải đòi hỏi phải xem xét cẩn thận việc làm mát. bảo trì và sửa chữa của người dùng cuối đối với các thiết bị điện tử có dạng thức nhỏ như điện thoại di động thường không thể thực hiện được và có thể không được khuyến khích bởi các điều khoản làm mất hiệu lực bảo hành; những thiết bị như vậy đòi hỏi phải có dịch vụ chuyên nghiệp hoặc đơn giản là thay thế khi chúng bị hỏng.

## Ví dụ

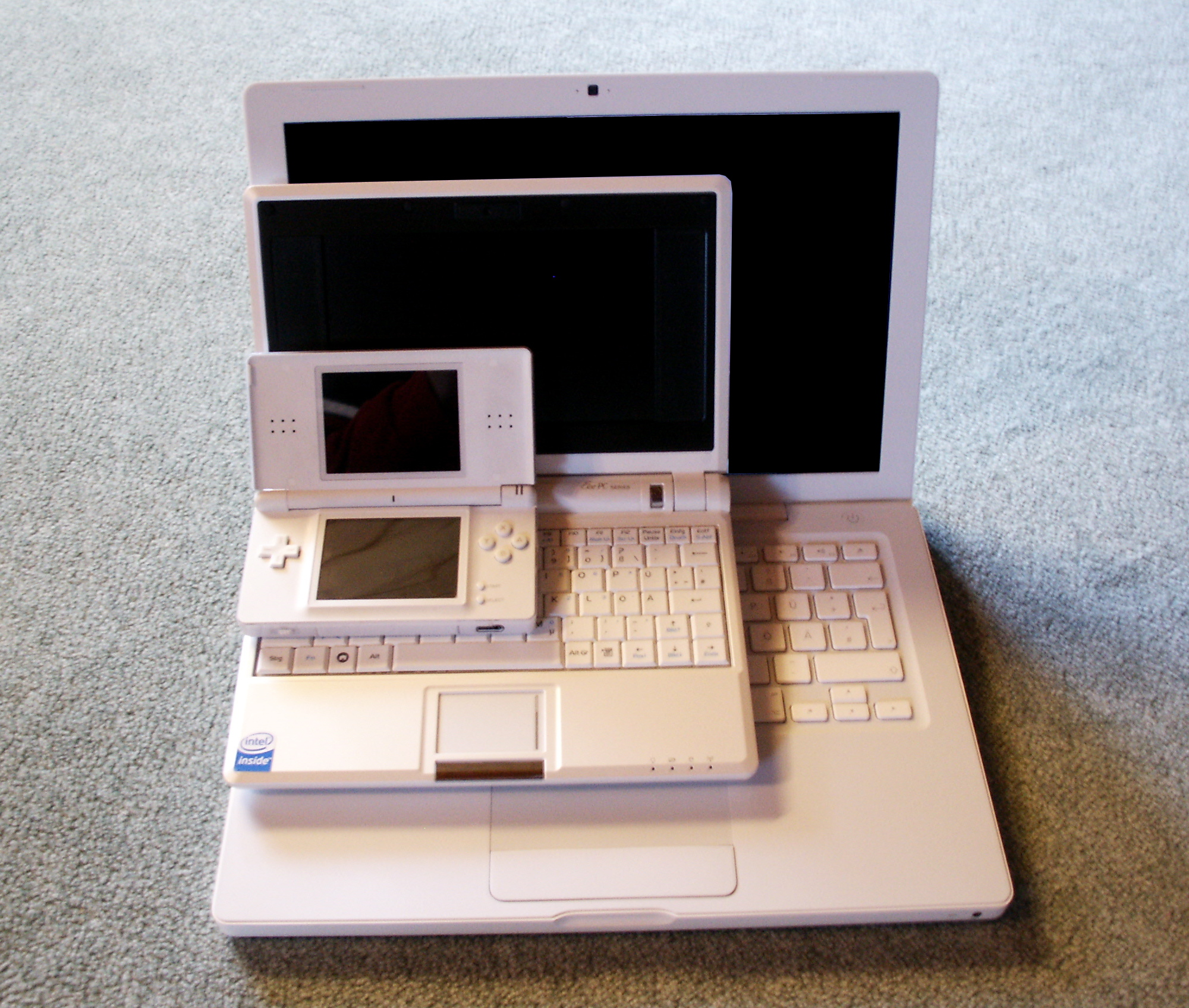
So sánh kích thước của các dạng thức di động khác nhau (từ nhỏ nhất đến lớn nhất: thiết bị cầm tay Nintendo DS Lite, netbook Asus Eee PC và máy tính xách tay MacBook)

Dạng thức máy tính bao gồm một số tiêu chuẩn công nghiệp cụ thể cho bo mạch chủ, chỉ định kích thước, nguồn điện, vị trí lắp lỗ và cổng và các thông số khác. Các loại dạng thức khác cho máy tính bao gồm:
- Dạng thức nhỏ (tiếng Anh: small form factor - SFF), một bộ tiêu chuẩn được xác định lỏng lẻo hơn có thể đề cập đến cả bo mạch chủ và vỏ máy tính. Các thiết bị SFF bao gồm tháp mini và máy tính rạp hát tại gia.
- Dạng thức hộp pizza, một dạng thức với hình dạng rộng, phẳng được sử dụng cho máy tính và thiết bị chuyển mạch mạng; thường có kích thước để cài đặt trong một rack 19 inch.

### Các thành phần
- Dạng thức ổ đĩa cứng, là kích thước vật lý của ổ cứng máy tính
- Dạng thức bao quanh đĩa cứng, là kích thước vật lý của vỏ ổ cứng máy tính

### Dạng thức di động
- Máy tính xách tay (laptop hay notebook), một dạng máy tính di động có dạng thức "thiết kế vỏ sò" (clamshell design).
- Subnotebook, PC siêu di động, netbook và máy tính bảng, các dạng thức khác nhau cho các thiết bị nhỏ hơn và thường rẻ hơn một máy tính xách tay thông thường.
- Dạng thức điện thoại di động, bao gồm kích thước, hình dạng, bố cục và kiểu dáng của điện thoại di động. Các dạng thức bao gồm thanh (bar), điện thoại lật (flip) và thanh trượt (slider), với nhiều kiểu con và biến thể của từng loại.